# Площа Тараса Шевченка (Нью-Йорк)
Площа Тараса Шевченка (англ. Taras Shevchenko Place) — площа в Нью-Йорку, яка з'єднує 6-ту та 7-му вулиці між 2-ю та 3-ю авеню в Іст-Вілледж. Названа на честь одного з найвидатніших українських поетів, художників та національних діячів Тараса Шевченка. Розташована в місці проживання українців та людей українського походження «Маленька Україна» (Little Ukraine).

## Історія

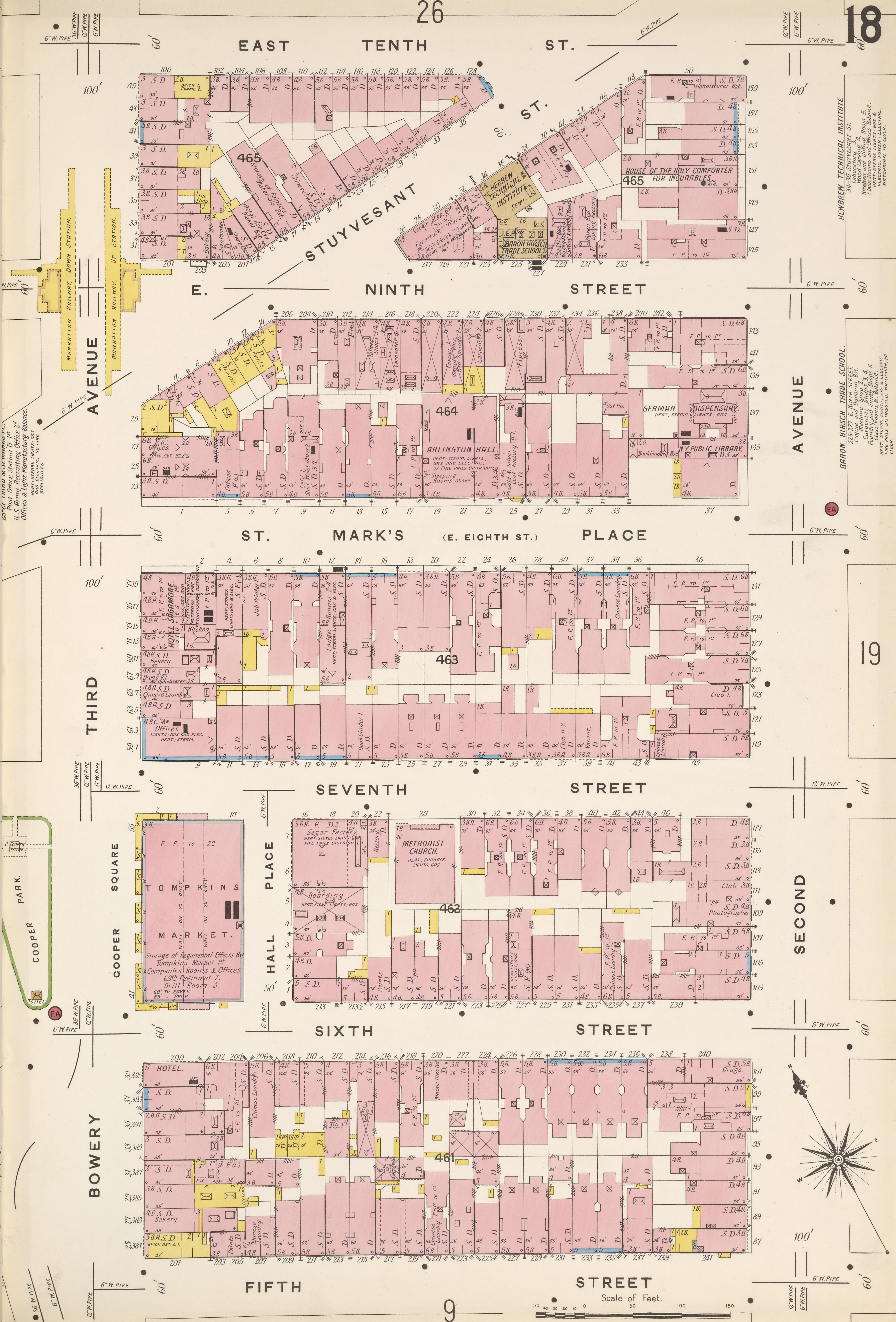
Площа Гол на карті, опублікованій у 1903 році

Спочатку вулиця мала назву Гол-Стріт (англ. Hall Street) з 1830 року, а у 1855 році була перейменована на площу Гол (англ. Hall Place). Назва була дана на честь Чарльза Генрі Гола, власника земель у Гарлемі, який продав цю ділянку місту 23 грудня 1828 року.
У середині — кінці 1970-х років мешканці району «Маленька Україна» в Іст-Вілледж та Об'єднані українсько-американські організації Великого Нью-Йорка розпочали кампанію з перейменування вулиці на честь Тараса Шевченка. Резолюцію про перейменування вулиці на «Площу Тараса Шевченка» було внесено до Комітету з парків, відпочинку та культурних справ міської ради Нью-Йорка мангеттенським радником Генрі Дж. Стерном у лютому 1978 року, і комітет ухвалив її 5 квітня 1978 року, після чого документ було передано до міської ради для затвердження.
Законопроєкт про перейменування «Холл Плейс» на «Площу Тараса Шевченка» підписав мер Ед Коч 4 травня 1978 року. До підписання закону тимчасову вуличну табличку «Taras Shevchenko Place» встановили до урочистого освячення сусідньої Української католицької церкви святого Юрія 23 квітня 1978 року. Після перейменування вулиці український відділ Католицьких ветеранів війни при церкві святого Юрія оголосив плани перекрити вулицю для автомобільного руху і перетворити її на пішохідну площу з додатковими деревами та лавками.
У лютому 2001 року Коледж Купер Юніон подав заявку за процедурою Єдиної перевірки використання землі міста, щоб «вилучити» вулицю з міського плану та включити її частину до нового дев'ятиповерхового навчального корпусу, який мав замінити двоповерхову будівлю Hewitt. Іншу частину вулиці пропонувалося перетворити на пішохідну доріжку або площу, яка б продовжувала вшановувати пам'ять Тараса Шевченка. Ця заявка була частиною ширшого плану коледжу з оновлення та модернізації інфраструктури кампусу. Пропозицію про вилучення Площі Тараса Шевченка з міського плану пізніше відкликали через сильний опір місцевих жителів.
2001 року була спроба перейменувати вулиці назад. У 2010 році табличку з написом «Hall Place» було повторно встановлено, пізніше вона була демонтована.

## Будівлі на вулиці

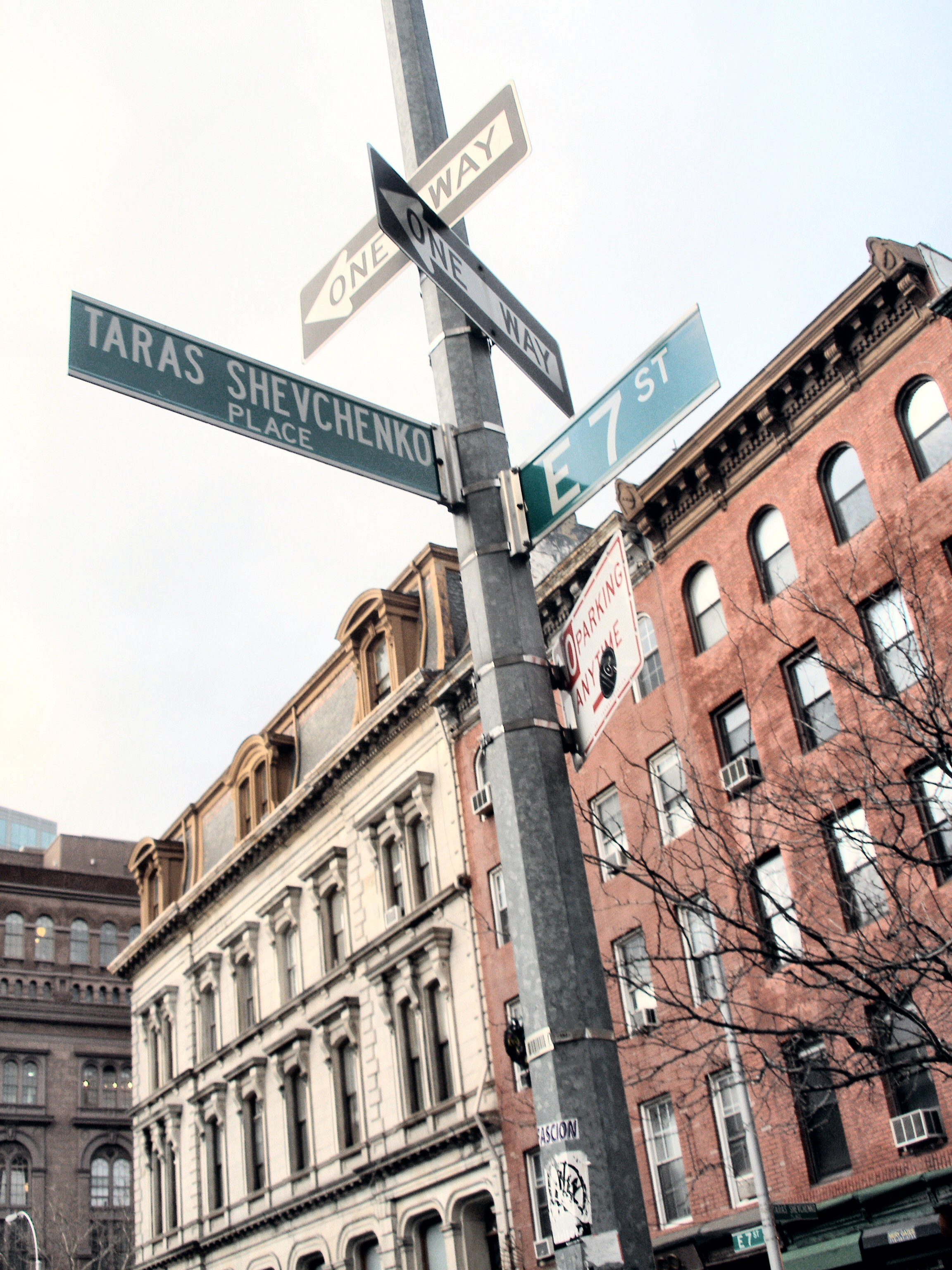
Дорожній знак з назвою вулиці

З заходу вулиця прилягає до задньої частини будівлі 41 Купер-Сквер, нового академічного корпусу Купер Юніон, побудованого на місці двоповерхової будівлі. Він спроєктований у стилі модернізм у 2006 році Томом Мейном з Morphosis Architects. Будівля завершена у 2009 році.
З і сходу до вулиці примикає українська греко-католицька церква Святого Юра, побудована в період 1976—1978 рр. за проєктом архітектора Аполлінарія Осадци. Споруда виконана у неовізантійському стилі, характерному для культової забудови в Україні. За церквою розташована Українська католицька школа Святого Георгія.